# Famille à louer
Ne doit pas être confondu avec Une famille à louer.
Pour plus de détails, voir Fiche technique et Distribution.
Famille à louer ou Affreux Noël au Québec (Surviving Christmas) est un film de Noël américain de comédie romantique et de Noël réalisé par Mike Mitchell, sorti en 2004.

## Synopsis
Un jeune millionnaire mourant d'ennui paie la famille Valco pour pouvoir passer Noël avec eux.

## Fiche technique
Sauf indication contraire, les informations mentionnées dans cette section peuvent être confirmées par les bases de données cinématographiques IMDb et Allociné,  présentes dans la section « Liens externes ».
- Titre original : Surviving Christmas
- Titre français : Famille à louer
- Titre québécois : Affreux Noël[1]
- Réalisateur : Mike Mitchell
- Scénario : Deborah Kaplan, Harry Elfont, Jennifer Ventimilia et Joshua Sternin, d'après une histoire de Deborah Kaplan et Harry Elfont
- Musique : Randy Edelman
- Direction artistique : Sue Chan
- Décors : Caroline Hanania
- Costumes : Mary Jane Fort
- Photographie : Peter Lyons Collister et Tom Priestley Jr.
- Son : Tom Fleischman, J. Paul Huntsman
- Montage : Craig McKay
- Production : Betty Thomas et Jenno Topping (en)
  - Production déléguée : Patricia Whitcher
  - Production associée : Erin Stam
- Sociétés de production : LivePlanet et Tall Trees Productions, présenté par Dreamworks Pictures
- Sociétés de distribution : DreamWorks Distribution (États-Unis) ; United International Pictures (France)
- Budget : n/a
- Pays de production :  États-Unis
- Langues originales : anglais, espagnol
- Format : couleur (Technicolor) — 35 mm — 1,85:1 (Panavision) — son DTS / Dolby Digital / SDDS
- Genre : comédie romantique, film de Noël
- Durée : 91 minutes
- Dates de sortie[2] :
  - États-Unis, Québec : 22 octobre 2004[1]
  - France : 15 décembre 2004[3]
  - Belgique : 29 décembre 2004[4]
- Classification[5] :
  - États-Unis : accord parental recommandé, film déconseillé aux moins de 13 ans (PG-13 - Parents Strongly Cautioned)[N 1]
  - France : tous publics[6]
  - Belgique : tous publics (Alle Leeftijden)[4]
  - Québec : tous publics (G - General Rating)[1]

## Distribution
- Ben Affleck (VF : Boris Rehlinger) : Drew Latham
- Christina Applegate (VF : Marion Beulque) : Alicia Valco
- James Gandolfini (VF : Gabriel Le Doze) : Tom Valco
- Catherine O'Hara (VF : Mireille Delcroix) : Christine Valco
- Josh Zuckerman (VF : Julien Bouanich) : Brian Valco
- Jennifer Morrison (VF : Vanessa Bettane) : Missy Vanglider
- Udo Kier : Heinrich
- Bill Macy : Doo-Dah
- Bryan Fisher : Steve
- Udo Kier : Heinrich
- David Selby : Horace Vanglider
- Stephanie Faracy : Letitia Vanglider
- Sy Richardson : doublure Doo-Dah
- Stephen Root : Dr Freeman
- Tangie Ambrose : Kathryn
- John 'B.J.' Bryant : Cabbie
- Peter Jason : Suit
- Phill Lewis : Levine l'avocat
- Tumbleweed : Père Noël
- Kate Hendrickson : photographe du Père Noël
- Bridgette Ho : cinq ans
- Hailey Noelle Johnson : petite fille
- Sean Marquette : frère aîné
- Caitlin Fein : Freeman Twin
- Amanda Fein : Freeman Twin
- Kent Osborne : Marley
- Bill Saito : Noël passé
- Mike Bell : cadeau de Noël
- Amy Halloran : Fanny
- Josh Siegel : jeune picsou
- K. Troy Zestos : Chad
- Sonya Eddy : dame de sécurité
- Smalls : homme de sécurité
- Ron Karabatsos : homme de charcuterie
- Wynn Irwin : client
- Angela Gacad : jolie fille en jeu
- Tom Kenny : cadeau d'emballage pour homme
- Joan Blair : dame solitaire
- John Carter Brown : donateur déprimé
- William Thomas Jr. : directeur de chorale
- Karen Furno : une choriste
- Linda Kerns : une choriste
- Cynthia Marty : une choriste
- Melanie Taylor : une choriste
- Precious McCall : une choriste
- Anika Noni Rose : une choriste
- David Atkinson : un choriste
- Reynaldo Duran : un choriste
- Michael Kosik : un choriste
- Jon Simanton : un elfe
- Allison Queal : une Elfe
- Kacie Borrowman : une Elfe

## Accueil

### Accueil critique
- En 2004, lors de la cérémonie de The Stinkers Bad Movie Awards, le film a été nommé pire film de Noël et Ben Affleck a reçu le prix du pire acteur. De plus, à la cérémonie de Women Film Critics Circle Awards, Ben Affleck a reçu un prix pour le personnage masculin le plus offensant[11].
- L'année suivante, à la 25e cérémonie des Razzie Awards, le film a été nommé pire film et le pire scénario pour Deborah Kaplan, Harry Elfont, Jennifer Ventimilia et Joshua Sternin. Ben Affleck, lui, a été nommé pire acteur[11].
- Lors de la 30e cérémonie des Razzie Awards en 2010, Ben Affleck a été nommé pire acteur de la décennie[11].

## Éditions en vidéo
En France, le film Famille à louer est sorti en DVD le 22 novembre 2005. Par la suite, le film est ressorti en DVD le 1er août 2006, puis en Blu-ray le 4 décembre 2013 et en VOD le 1er juillet 2021.